# Авіакатастрофа над базою Туле
Авіакатастрофа над базою Туле — авіаційна катастрофа, яка відбулася 21 січня 1968 року, коли після виникнення пожежі на борту стратегічного бомбардувальника B-52 екіпаж був змушений екстрено покинути літак над базою ВПС США Туле в Гренландії, і некерована машина зазнала аварії неподалік від бази. Бомбардувальник виконував бойове патрулювання в рамках операції «Хромований купол» і ніс чотири термоядерні бомби B28FI. Внаслідок падіння літака, залишеного екіпажем, термоядерні боєприпаси зруйнувалися, викликавши радіаційне забруднення місцевості. У березні 2009 року журнал «Time» включив інцидент до списку найсерйозніших ядерних катастроф.
В 1995 році частина документів, пов'язаних із катастрофою, була розсекречена, внаслідок чого вона стала надбанням гласності. Це викликало політичну кризу в Данії, оскільки польоти американських бомбардувальників у повітряному просторі Гренландії порушували офіційно проголошений без'ядерний статус країни. Згодом у пресі з'являлися засновані на розсекречених документах повідомлення про те, що під час пошукових робіт були виявлені уламки тільки трьох з чотирьох бомб, які перебували на борту, а доля четвертої залишається невідомою.

## Польотне завдання
З 1961 року Стратегічне командування Повітряних сил США проводило операцію «Хромований купол», що полягала в постійному бойовому патрулюванні у повітрі, яке проводилося стратегічними бомбардувальниками з термоядерною зброєю на борту, в готовність завдати удару по цілях на території СРСР. З кінця 1961 року в рамках операції стали виконуватися завдання під кодовою назвою «Гард-Гед» (англ. Hard Head) по постійному візуальному спостереженню за радіолокаційною станцією на авіабазі Туле, що служила ключовим компонентом системи раннього попередження про ракетний напад BMEWS. Метою «Гард-Гед» було отримання оперативної оцінки ситуації в разі порушення зв'язку зі станцією, що дозволяло визначити, чи не було таке порушення результатом нападу з боку СРСР. Літаки, що діяли в рамках цього завдання, також несли термоядерні бомби. Після авіакатастрофи над Паломаресом у січні 1966 року операцію «Хромований купол» було значно скорочено. З 1967 року єдиним завданням, яке виконували, було спостереження за базою Туле.

## Катастрофа

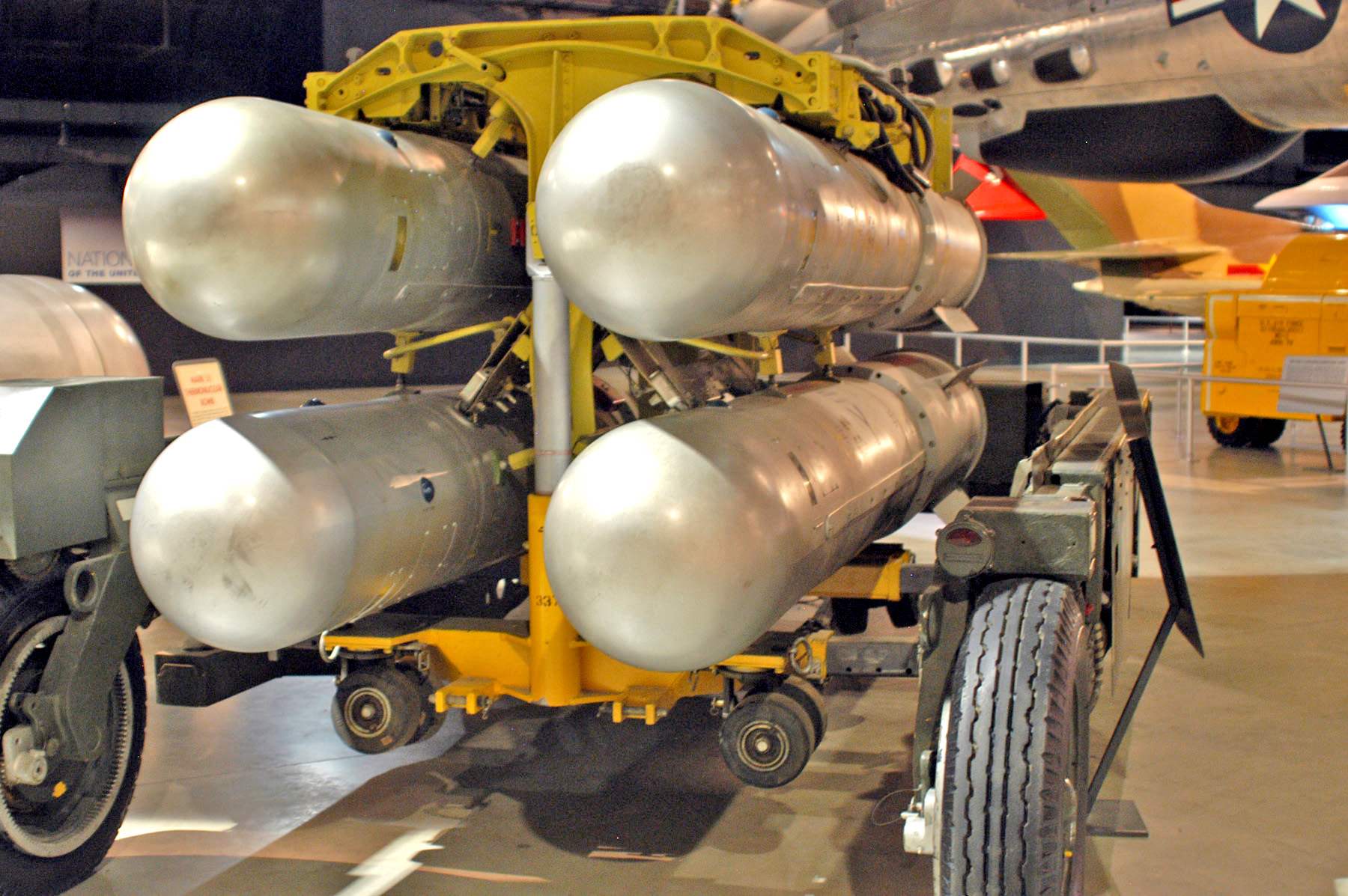
Комплект из чотирьох термоядерних бомб B28

Вранці 21 січня 1968 року в 9:29 EST з авіабази Платтсбург,розташованої у місті Платтсбург (штат Нью-Йорк), на чергове патрулювання за планом «Гард-Гед» вилетів бомбардувальник B-52G, бортовий номер 58-0188, що належав 528-й ескадрильї 380-го бомбардувального крила стратегічної авіації США. Командиром корабля був капітан Джон Хог. На борту, крім п'яти штатних членів екіпажу, перебували змінний штурман капітан Кріс Кертіс і запасний (третій) пілот майор Альфред д'Амаріо.
Третій пілот при зльоті займав місце штурмана-інструктора у кормовій частині нижньої палуби. Розслідування інциденту, проведене ВПС США, встановило, що перед вильотом д'Амаріо поклав на вентиляційний отвір системи опалення, під сидінням, три поролонові, обтягнуті тканиною подушки, а незабаром після вильоту — ще одну. Політ проходив без пригод, за винятком дозаправлення у повітрі від танкера KC-135, яку довелося зробити вручну через неполадки автопілота.
Приблизно через годину після заправлення командир наказав другому пілотові, капітану Леонарду Світенко, змінитися для відпочинку, а майору д'Амаріо зайняти його місце. Оскільки в кабіні було холодно, д'Амаріо відкрив клапан забору повітря з повітряного тракту двигуна в систему опалення. Через технічну несправність гаряче повітря від двигуна при вступі до системи опалення практично не охолоджувалося, і незабаром в кабіні стало дуже спекотно, а поролонові подушки, складені під сидінням, запалали. Запахло палаючої гумою. Екіпаж почав пошуки джерела запаху, і штурман, двічі оглянувши нижню палубу, виявив осередок загоряння. Спроби погасити полум'я за допомогою двох вогнегасників успіхом не увінчалися, і о 15:22, коли літак знаходився за 140 км від авіабази Туле, капітан Хог передав сигнал SOS і запросив дозвіл на екстрену посадку. Протягом п'яти хвилин всі вогнегасники на борту були витрачені, електропостачання відключилося, а кабіна заповнилася димом до такої міри, що пілоти не могли розрізняти показники приладів. Командир корабля, зрозумівши, що посадити машину не вдасться, о 15:37 наказав екіпажу покинути літак. Чотири члени екіпажу катапультувалися, як тільки д'Амаріо підтвердив, що літак знаходиться безпосередньо над базою. За ними послідували пілоти — сам Хог і д'Амаріо. Другий пілот Світенко, що залишився без катапультованого крісла, спробував покинути машину через нижній люк, але отримав смертельну травму голови. Решта членів екіпажу, хоча і вижили, отримали під час катапультування травми різного ступеня тяжкості.
Некерований літак деякий час летів у північному напрямку, потім розвернувся на 180° і о 15:39 EST звалився на лід затоки Північної зірки приблизно за 11 км від злітно-посадкової смуги бази. Удар викликав детонацію звичайної вибухової речовини у запалі всіх чотирьох бомб, і, хоча ядерного вибуху не було, радіоактивні компоненти виявилися розкидані по великій площі. Запалавше авіаційне паливо проплавило лід, і уламки катастрофи пішли на дно океану.
Хог і д'Амаріо приземлилися безпосередньо на території авіабази з різницею у десять хвилин і негайно поінформували командира бази про те, що як мінімум шістьом членам екіпажу вдалося катапультуватися, а також про те, що на борту B-52 знаходилися водневі бомби. Рятувальникам вдалося виявити інших членів екіпажу що вижили . Найдовше тривав пошук капітана Кертіса, який покинув літак першим і приземлився за 9,7 км від бази. Він був знайдений тільки через 21 годину і сильно постраждав від переохолодження (температура повітря досягала -31 °), але зумів вижити, загорнувшись у парашут.
Повітряна розвідка місця падіння літака, зроблена практично негайно, зуміла виявити на льоду тільки шість двигунів, покришку і дрібні уламки. Інцидент був віднесений до категорії «Зламана стріла» (англ. Broken Arrow), цей код позначав пригоду з ядерною зброєю, яка не викликає загрозу війни.

## Проект «Крестед-Айс»

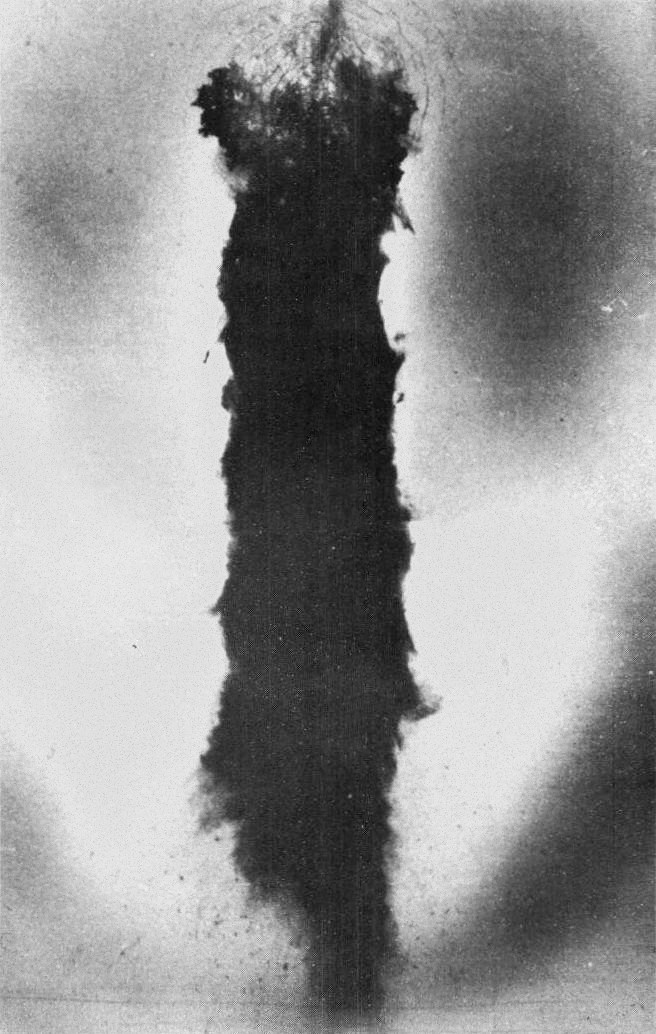
Аерофотозйомка місця катастрофи. Чорна пляма — лід, потемнілий через палаюче паливо. Місце падіння — вгорі

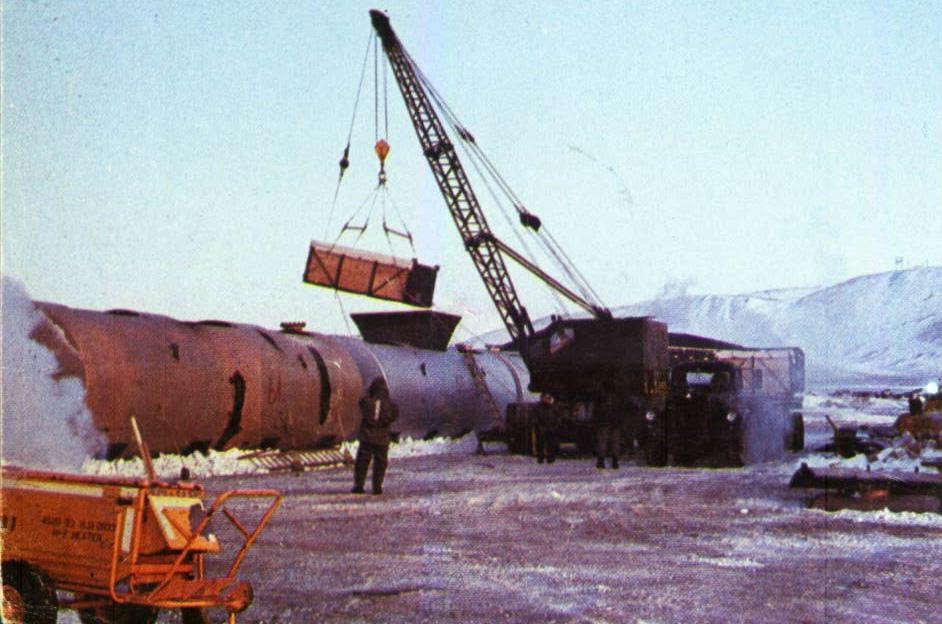
Навантаження зараженого льоду у цистерни

Вибухи і пожежа знищили більшу частину уламків, розкиданих по ділянці завдовжки приблизно 4,8 та завширшки 1,6 км. Частини бомбового відсіку були виявлені за 3,2 км на північ від місця падіння, що свідчить, що літак почав руйнуватися ще у повітрі. Лід у місці падіння був пробитий, утворилася ополонка діаметром близько 50 м. На південь від точки падіння згоріле авіапаливо залишило почорнілу пляму 670 на 120 м, ця зона була найбільш забруднена паливом JP-4, що розлилося, і заражена радіоактивними елементами, включаючи плутоній, уран, америцій і тритій, концентрація плутонію досягала 380 мг/м². Точну кількість плутонію, що використовувався в авіабомбах, як і раніше засекречено, проте за сучасними оцінками вибухом було розсіяно близько 7,5 кг.
Американські і данські служби негайно приступили до робіт з очищення та дезактивації місцевості. Проект отримав офіційну кодову назву «Крестед-Айс» (англ. Crested Ice, «Чубатий лід»), і неофіційне — серед учасників робіт — «Доктор Фрізлав». Метою проекту було закінчення робіт до настання весняного відтанення землі, щоби запобігти радіоактивному зараженню океану.
Керівником операції був призначений генерал ВПС США Річард Ганцикер (англ. Richard Overton Hunziker). До складу групи, що здійснювала керівництво роботами з ліквідації наслідків аварії, увійшли також представники Комісії з атомної енергії США, Ліверморської національної лабораторії, різних служб ВПС США і компаній ядерної галузі. Для забезпечення цілодобового режиму роботи в безпосередній близькості від місця падіння був створений «Табір Ганцикера», що складався з житлових іглу, електростанції, центру зв'язку та геліпорту. Для сполучення з авіабазою були прокладені дві крижані дороги. Пізніше було встановлено декілька збірних будиночків, трейлер з обладнанням для дезактивації і громадська вбиральня.
Для контролю за дезактивацією людей і техніки 25 січня була встановлена "нульова лінія" — межа зони зараження розміром 1,6 × 4,8 км, всередині якої реєструвався альфа-розпад. Операція проводилася в екстремальних погодних умовах, середня температура повітря була близько -40 ° C, періодично опускаючись до -60 °, швидкість вітру сягала 40 м/с. У подібних умовах прилади, особливо що працювали від батарей, працювали з перебоями, багато кустарно перероблялися так, щоби була можливість ховати батареї під одягом. Оскільки аварія сталася в період полярної ночі, працювати доводилося при штучному освітленні, перший схід Сонця відбувся лише 14 лютого.
За допомогою грейдерів заражені сніг і лід на місці аварії знімали на глибину приблизно 5 см і вантажили у дерев'яні контейнери. Трактори буксирували контейнери на влаштований на березі, неподалік від авіабази, майданчик складування, що отримала назву «Танкова ферма». Потім контейнери перевантажували у сталеві цистерни, які морем вирушали в США. Уламки водневих бомб відправлялися для обстеження на завод Пентекс у Техасі, рештки літака — до Національної лабораторії Оук-Ридж у Теннесі, а цистерни для поховання — на ядерний могильник Саванна-Рівер у Південній Кароліні. Заражені сніг і лід перевозилися в США за наполяганням данських представників, американська сторона спочатку розглядала варіанти захоронення цистерн на дні безпосередньо біля узбережжя або розтоплення і дезактивації снігу з подальшим скидом очищеної води у море. Після закінчення дезактиваційних робіт місце було засипано піском для прискорення танення снігу, що залишився і обнесено огорожею з попереджувальними написами англійською та гренландською ескімоською мовами.
ВПС контролювали рівень зараження повітря за допомогою перевірок респіраторів і проб повітря, оцінювався тільки рівень альфа-розпаду. На 335 з 9837 зібраних респіраторів був зареєстрований альфа-розпад, але в межах допустимих норм, всі заражені респіратори належали американським військовослужбовцям. Рівень зараження плутонієм і тритієм перевірявся за допомогою аналізів сечі, що бралися вже після повернення особового складу з Туле, щоб уникнути забруднення проб. У жодній з 756 взятих проб слідів плутонію виявлено не було, сліди тритію були виявлені в 29 зразках, але в незначних, яка не становила загрози для здоров'я концентраціях. За допомогою комп'ютерного моделювання, проведеного в 2001 році медслужбою ВПС США, максимальна можлива доза опромінювання, отримана ліквідаторами аварії, була оцінена в 11,57 бер.
Операцію завершено 13 вересня 1968 року, коли остання цистерна була завантажена на судно, що прямувало в США. В цілому було зібрано 6700 м³ заражених снігу і льоду, а також велика кількість різноманітних контейнерів з уламками бомбардувальника, частина з яких також була заражена. До моменту закінчення проекту в ньому взяли участь 700 американських і 1700 данських фахівців, а також понад 70 урядових агентств США. Витрати на операцію оцінюються в 9,4 млн доларів (58,8 млн доларів в цінах 2010 року).

## Пошуки бомб

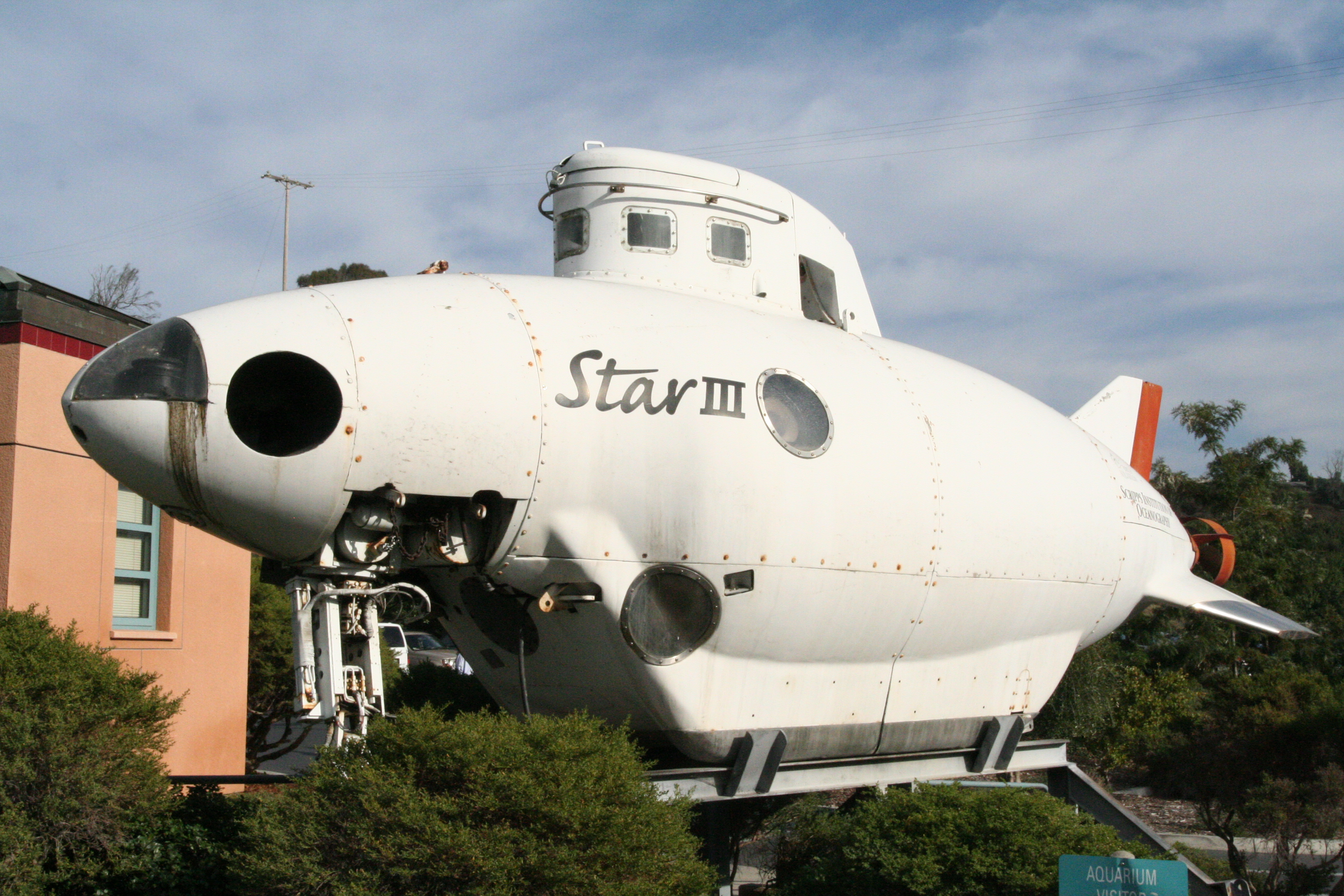
Підводний апарат Star III

Крім дезактивації місцевості, найважливішим завданням проекту «Крестед-Айс» було виявлення термоядерних боєприпасів, що перебували на борту бомбардувальника, що зазнав катастрофи, або їх уламків. Штаб операції регулярно доповідав про хід виявлення та ідентифікації компонентів бомб.
У серпні 1968 року організований підводний пошук залишків водневих бомб за допомогою жилого апарату Стар III (англ. Star III). Справжні цілі операції були засекречені, інструкція наказувала в обговореннях з данцями згадувати про операцію як про «дослідження океанського дна у місці падіння». Відповідно до звіту данського Інституту міжнародних відносин, опублікованого в 2009 році, найвірогіднішою метою пошуку був урановий сердечник другого ступеня однієї з бомб. Підводні роботи були пов'язані зі значними технічними труднощами і були перервані достроково, не принісши істотних результатів. Внаслідок наземних і підводних пошуків було виявлено одну практично цілу уранову оболонку й уламки, що разом за масою відповідали ще двом, тритієві резервуари всіх бомб, парашутні укладання і деякі другорядні деталі. У документі Комісії з атомної енергії, датованому вереснем 1968 року, вказувалося, що четвертий сердечник імовірно знаходиться в «купі масивних уламків, виявлених на дні».

## Наслідки

### Операція «Хромований купол»
Операція «Хромований купол» була значно скорочена після катастрофи над Паломаресом і остаточно згорнута після інциденту над Туле, оскільки витрати і ризики, пов'язані з операцією, були заново оцінені як неприйнятні. Негайно після катастрофи міністр оборони США Роберт Макнамара, який виступав за повне припинення операції вже після Паломаресу, заборонив польоти з ядерною зброєю на борту, протягом ще деякого часу спостережні польоти виконувалися неозброєними бомбардувальниками, а в травні того ж року були повністю припинені. Міжконтинентальні балістичні ракети наземного і морського базування стали для США основним засобом забезпечення ядерного паритету.

### Політичні наслідки

#### Дансько-американські відносини
Катастрофа викликала серйозну кризу у дансько-американських відносинах, оскільки ще в 1957 році Данія оголосила всю територію королівства без'ядерною зоною, а аварія бомбардувальника з ядерною зброєю на борту викликала хвилю підозр у суспільстві і низку запитів щодо дотримання урядом узятих на себе зобов'язань. Вже 22 січня посол США в Данії Катерина Вайт (англ. Katherine White) у спеціальній телеграмі попередила Державний департамент про можливі негативні наслідки для відносин між двома країнами. Криза поглибилася тим, що катастрофа сталася всього за чотири дні до призначених парламентських виборів. Безпосередньо після катастрофи прем'єр-міністр Єнс Отто Краг і міністр закордонних справ Ганс Табор виступили із запевненнями, що американська сторона поінформована про без'ядерний статус Данії, а літак з водневими бомбами не перебував у повітряному просторі Гренландії до інциденту, влетівши в нього лише через надзвичайну ситуацію на борту. З погляду американської сторони зроблені заяви не відповідали взаємним домовленостям і призвели до ще більшого поглиблення кризи і початку інтенсивних чотиримісячних переговорів, що завершилися підписанням нової угоди про військове співробітництво.

#### «Тулегейт»
Документи часів холодної війни, розсекречені в США в 1990-і роки, суперечили заявами данського керівництва й спровокували в Данії політичний скандал, що отримав у пресі назву «Тулегейт». Фолькетинг доручив Данському інституту міжнародних відносин вивчити історію польотів американських бомбардувальників над Гренландією і роль авіабази Туле в цих операціях. Двотомний звіт інституту був опублікований 17 січня 1995 року. У ньому підтверджено, що польоти американських бомбардувальників з ядерною зброєю в повітряному просторі Гренландії відбувалися регулярно, проте встановлено, що американський уряд діяв «сумлінно», а вина лежить головним чином на уряді Данії і, зокрема, на колишньому прем'єр-міністрі Гансі Кристіані Гансені. 1957 року під час листування з питань, пов'язаних із базою Туле, американський посол Вал Петерсон (англ. Val Peterson) поцікавився, чи має американська сторона повідомити уряд Данії в разі розміщення ядерної зброї на базі. У цілком секретному листі, підбиваючи підсумки переговорів, Гансен зазначив, що, оскільки, як він розуміє, американський уряд не бачить якихось проблем у цьому питанні, Гансен також не потребує коментарів з боку американського уряду. Уряд Данії в доповіді парламенту 1995 року визнав, що подібна відповідь могла бути розцінена американською стороною як згода на розміщення ядерної зброї на базі Туле.
Крім того, дослідження встановило, що, всупереч запевненням міністра закордонних справ Нільса Петерсена, ядерна зброя перебувала не тільки в повітряному просторі Гренландії, але й складувалася безпосередньо на авіабазі Туле аж до 1965 року. Також звіт вперше опублікував деталі секретного американського проекту «Крижаний черв'як», що передбачав розміщення 600 ракет з ядерними зарядами під льодовиковим щитом Гренландії.

#### Реакція СРСР
Радянський Союз висловив рішучий протест проти продовження польотів американських бомбардувальників з ядерною зброєю на борту над територіями іноземних держав і над світовим океаном. У заяві радянського уряду відзначалася як небезпека ядерного зараження, пов'язана з такими польотами, так і їх безглуздість через розвиток ракетної зброї.

#### Безпека ядерної зброї
Після катастроф над Паломаресом і Туле, в яких звичайний вибух привів до розсіювання ядерних матеріалів, дослідники дійшли висновку, що вибухова речовина, використана в конструкції бомб, недостатньо стабільна і не може витримати умов авіакатастрофи. Також було встановлено, що електричні контури запобіжних пристроїв недостатньо надійні, і під час пожежі існує небезпека короткого замикання. Ці висновки послужили поштовхом до початку нового етапу дослідницьких і конструкторських робіт з підвищення безпеки ядерної зброї.
Ліверморська національна лабораторія розробила так званий «Тест Сьюзен» (англ. Susan Test) для випробування вибухових речовин на стійкість. Тест полягав у стрільбі спеціальним снарядом по зразку вибухівки, поміщеному на тверду металеву поверхню. До 1979 року Лос-Аламоська національна лабораторія розробила нову «низькочутливу» бризантну вибухівку для використання в ядерних пристроях. Рей Кіддер, американський фізик і конструктор ядерної зброї, стверджував, що, якби під час катастроф у Паломаресі і Туле бомби були оснащені такою вибухівкою, вибухів би не сталося.

## Вимоги компенсацій ліквідаторам наслідків катастрофи

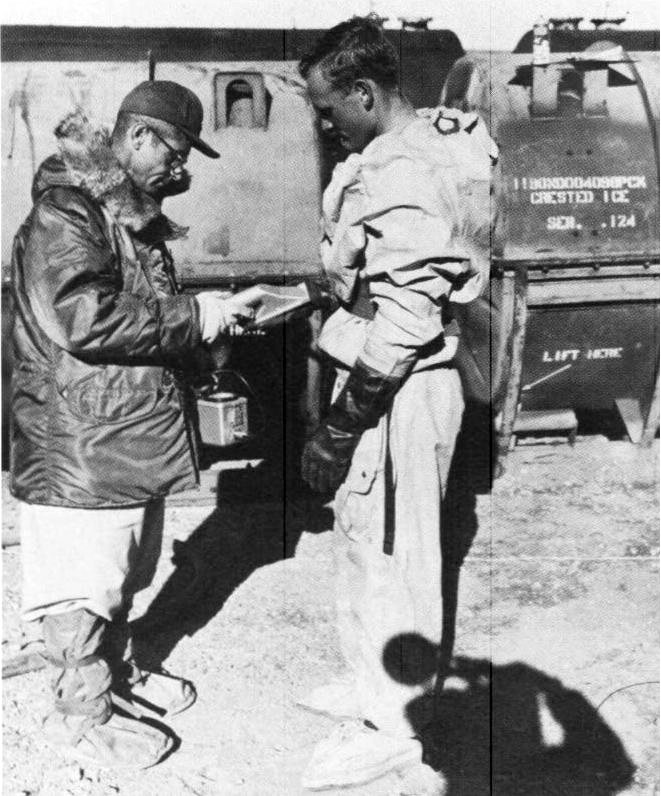
Радіометричний контроль під час операції «Крестед-Айс»

Данські працівники неодноразово вимагали матеріальних компенсацій, стверджуючи, що участь у ліквідації наслідків катастрофи призвела до довгострокового негативного впливу на стан їх здоров'я. Данці не брали безпосередньої участі в роботах у «таборі Ганцикера», але брали участь, спільно з американцями, в пошуках заражених уламків, були присутні на «танковій фермі», в порту, де здійснювалися навантаження заражених матеріалів на судна, а також обслуговували техніку, що використовувалася в очисних роботах на місці аварії.
В 1987 році близько двохсот данських співробітників подали позов проти уряду США. Позов був невдалим, але внаслідок його розгляду були розсекречені сотні документів, що стосувалися інциденту. З'ясувалося, що після закінчення робіт моніторинг американського персоналу не проводився, хоча ймовірність того, що американські учасники проекту зазнали впливу радіації, була значно вищою, і керівництво проекту «Крестед-Айс» неодноразово заявляло про необхідність такого моніторингу. Регулярні спостереження за станом здоров'я американських ліквідаторів почалися тільки після публікації документів.
В 1995 році данський прем'єр-міністр Поуль Шльотер розпорядився провести радіологічне обстеження учасників ліквідації наслідків, що залишилися живими на той час. Дослідження, проведене данським Інститутом клінічної епідеміології, встановило, що рівень смертності від онкологічних захворювань серед учасників робіт із ліквідації наслідків аварії на 40 % вища, ніж у тих, хто відвідував базу Туле в період до та після цих робіт, і на 50 % вища, ніж у середньому по населенню, однак не встановив прямого зв'язку рівня захворюваності з радіацією. В 1997 році приблизно 1700 данських учасників робіт отримали компенсацію в розмірі 50 000 крон від данського уряду.
Оскільки моніторинг стану здоров'я данських учасників ліквідації так і не розпочався, навіть попри рішення Європейського суду, ухвалене в 2000 році, і постанову Європарламенту, ухвалену в травні 2007 року, «Асоціація колишніх працівників Туле» звернулася до європейських судових інстанцій. 2004 року на сесії Європарламенту було відзначено, що, оскільки Данія приєдналася до Європейської спільноти з атомної енергії лише в 1973 році, зобов'язання, пов'язані з членством у цій організації, не мають зворотної сили і, отже, не поширюються на інцидент у Туле, тому будь-які кроки щодо вирішення проблем учасників ліквідації наслідків аварії можуть бути зроблені тільки на національному рівні.

## Розслідування Бі-бі-сі. Повідомлення про зниклу бомбу
У листопаді 2008 року Гордон Карера, оглядач Бі-бі-сі з питань міжнародної безпеки, опублікував серію статей, присвячених катастрофі над Туле. В одній з них він висловив припущення, засноване на аналізі розсекречених документів, що, всупереч твердженням Пентагона, четверта атомна бомба могла бути не зруйнована, а втрачена внаслідок катастрофи, і метою підводних робіт 1968 року були її пошуки. Історія набула широкого розголосу в ЗМІ різних країн.
Оскільки американський уряд відмовилося давати додаткові пояснення з цього питання, міністр закордонних справ Данії Пер Стіг Меллер доручив Данському інституту міжнародних відносин провести незалежний аналіз розсекречених документів, що опинилися в розпорядженні журналіста. Звіт був опублікований у 2009 році. Автор, історик Свенд Ааге Христіансен, на основі вивчення і зіставлення 348 розсекречених документів прийшов до висновку, що існують неспростовні докази того, що жодна з бомб не могла залишитися в робочому або хоча б більш-менш не зруйнованому стані, а твердження про втрачену бомбу позбавлені фактичних підстав. Як найвірогідніша мета підводного пошуку учений вважає урановий сердечник другого ступеня однієї з бомб. Христіансен також зазначив, що подібні повідомлення з'являлися і в данській пресі, починаючи з 1987 року.